# 愛して愛して愛しちゃったのよ
愛して愛して愛しちゃったのよ（あいしてあいしてあいしちゃったのよ）は、和田弘とマヒナスターズ（メインボーカル：松平直樹）&田代美代子の楽曲（デュエット）。1965年6月に発売された。発売元はビクターレコード（現：JVCケンウッド・ビクターエンタテインメント）。
和田弘とマヒナスターズにとっては35枚目のシングル曲で、田代美代子のブレイクのきっかけとなった大ヒット曲である。
原曲は小沢桂子（スリー・キャッツ）が1963年に日本コロムビアから発売した「愛しちゃったの」である。「愛しちゃったの」は1964年に成田綾子が歌ったがこのときはヒットせず、和田弘とマヒナスターズと田代美代子の歌で大ヒットとなった。
和田弘とマヒナスターズ&田代美代子盤の売上は短期間で100万枚を突破し、和田弘とマヒナスターズにとっては前年の「お座敷小唄」に続いて2年連続のミリオンセラーを記録した。

## 収録曲
小沢桂子盤（日本コロムビア 規格品番：SAS-33）
1. 愛しちゃったの
作詞・作曲：浜口庫之助
2. 月のためいき

成田綾子盤（日本コロムビア 規格品番：SAS-270）
1. 愛しちゃったの
作詞・作曲：浜口庫之助、編曲：小杉仁三
2. スッキンコン
作詞：南葉二・浜口庫之助、作曲：浜口庫之助、編曲：小杉仁三

和田弘とマヒナスターズ & 田代美代子盤（日本ビクター 規格品番：SV-237）
2曲とも、作詞・作曲：浜口庫之助、編曲：寺岡真三
1. 愛して愛して愛しちゃったのよ
2. 泣き曜日 - 歌：和田弘とマヒナスターズ

## カバー
日本語のカバー
- ペギー・マーチ & ベニー・トーマス - 1966年、シングル。（ビクター、規格品番：SS-1634）
- はやぶさ - アルバム『歌謡カヴァーソングス』に収録。（2013年）

中国語のカバー
- テレサ・テン - 就這様愛上了你（日中両語を織り交ぜている）
- 黄清元 - 愛他愛他
- 胡美芳 - 愛他愛他（日中両語を織り交ぜている）
- 莊學忠 - 愛他愛他
- 謝采妘 - 愛他愛他
- 金城武 - 愛得沒把握（日中両語を織り交ぜている）
- 陳盈潔 - 自從愛著你

替え歌のカバー
- イッセー尾形 - 疲れて、疲れて、疲れちゃったのよ（替え詞：馬場真人。1994年発売のシングル「日本のサラリーマン」カップリング曲）

### 原由子&稲村オーケストラ
「愛して愛して愛しちゃったのよ」（あいしてあいしてあいしちゃったのよ）は、原由子&稲村オーケストラの楽曲。SOUTHERN ALL STARS and ALL STARS名義で発売されたアルバム『稲村ジェーン』からのシングルカットであり、原由子の10作目のシングルとして、タイシタレーベルから8cmCDで1990年9月21日に発売された。
1998年2月25日には8cmCDとして、再発売されている。2016年12月12日からは主要配信サイトにてダウンロード配信、2019年12月20日からはストリーミング配信が開始されている。

#### 収録曲
- 収録時間：6:42[6]

1. 愛して愛して愛しちゃったのよ (4:40)
（作詞・作曲：浜口庫之助 / 編曲：桑田佳祐 & 小林武史）
原由子出演の三起商行発行の育児雑誌『マンスリー・ミキハウス』CMソング[7]。
2. LOVE POTION NO.9（英語） (2:02)
（作詞・作曲：Mike Stoller & Jerry Leiber（英語） / 編曲：桑田佳祐 & 小林武史）
全英語詞曲。アメリカのR&Bグループ、ザ・クローヴァーズ（英語）の楽曲をカバーしたもの。

#### 参加ミュージシャン
- 愛して愛して愛しちゃったのよ
  - 原由子 - ボーカル
  - 桑田佳祐 - バック・ボーカル
  - 和田弘 - スティール・ギター
  - 小倉博和 - ギター
  - 小林武史 - キーボード
  - 今野多久郎 - パーカッション
  - 松田弘 - シンバル

- LOVE POTION No.9
  - 桑田佳祐 - ボーカル
  - 小倉博和 - ウクレレ
  - 原田末秋 - ウクレレ
  - 小林武史 - キーボード
  - 大貫妙子 - バック・ボーカル
  - 樋沢達彦 - ベース
  - 今野多久郎 - パーカッション
- 角谷仁宣 - コンピュータ・オペレーション
- 梅崎俊春 - コンピュータ・オペレーション
- 菅原弘明 - コンピュータ・オペレーション

#### 収録アルバム
| 曲名                         | 作品名       |
| ---------------------------- | ------------ |
| 愛して愛して愛しちゃったのよ | 稲村ジェーン |
| 愛して愛して愛しちゃったのよ | ハラッド     |
| LOVE POTION NO.9             | 稲村ジェーン |

#### ミュージック・ビデオ収録作品
| 曲名                         | 作品名  | 備考                                                                  |
| ---------------------------- | ------- | --------------------------------------------------------------------- |
| 愛して愛して愛しちゃったのよ | Harvest | アルバム『婦人の肖像 (Portrait of a Lady)』の初回限定盤A・Bのみ収録。 |
| LOVE POTION NO.9             | 未収録  |                                                                       |

#### ライブ映像作品
| 曲名                         | 作品名 |
| ---------------------------- | ------ |
| 愛して愛して愛しちゃったのよ | 未収録 |
| LOVE POTION NO.9             | 未収録 |

## 使用
- ザ・ドリフターズのコントに「涙くんさよなら」と「愛して愛して愛しちゃったのよ」の違う二曲を同時に歌った「涙くん愛しちゃったのよ」があった。
- 1990年 - 三起商行「マンスリー・ミキハウス」CMで出演した原由子が歌った
- 1994年 - エスエス製薬「エスカップC1000」のCMでイッセー尾形がカバー。
- 1995年から2005年にかけてNHK教育テレビジョンで放送された『ハッチポッチステーション』で、グッチ裕三とグッチーズが童謡「おさるのかごや」「蟲のこゑ」を本作の替え歌で披露。
- 2003年 - 明治製菓「レガ」CMで使用。
- 2012年 - サントリー「カクテルカロリ。カクテルスムージー」CMで出演した佐々木希が歌った[9]。
- 2017年 - ポカリスエットCMで出演した吉田羊・鈴木梨央が歌った[10]。
- 2017年 - NHK連続テレビ小説『ひよっこ』第15週「恋、しちゃったのよ」：88話でシシド・カフカと佐久間由衣が歌った。

## 映画
1966年2月5日には、本曲を題材とした歌謡映画が日活系で公開された。モノクロ、日活スコープ、76分。
主演は浜田光夫。また田代美代子やマヒナスターズも助演している。

### スタッフ
- 企画 - 茂木大輔
- 脚本 - 才賀明
- 監督 - 井田探
- 撮影 - 萩原泉
- 音楽 - 浜口庫之助
- 美術 - 柳生一夫
- 照明 - 熊谷秀夫
- 録音 - 宮永晋
- スチル - 坂東正男
- 編集 - 井上親弥

### 出演者
- 飯島実 - 浜田光夫
- 吉川ミチコ - 田代美代子
- マヒナスターズ - 和田弘とマヒナスターズ
- 橋本ケイコ - 山本陽子
- 明子 - 白木マリ
- 野本アケミ - 浜川智子
- 雨宮隆一 - 和田浩治
- 橋本次郎 - 波多野憲
- 関根女史 - 新井麗子
- 女 - 南寿美子
- 舟木 - 江角英明
- クラブの歌手 - 三條邦彦
- 杉田弘 - 井田武
- 新聞記者 - 秋山耕志、松丘清司
- フミエ - 佐川明子
- キヨ - 高田栄子
- 学生 - 平塚仁郎
- 沢井 - 水川国也
- 火事から逃げた女の息子 - 影山鉄也
- 同僚 - 大谷木洋子、加藤ヒロ美
- 亜由美 - 高田真穂
- 上田 - 桂小金治
- 藤沢 - 大泉滉
- ユキエ - 若水ヤエ子
- 大野敬太郎 - 神田隆
- 以下ノンクレジット
- ウエディングモデル - 大塚トミエ
- ケイコの同僚 - 宮沢尚子
- ナイトクラブの客 - 市原久照
- ナイトクラブのバーテン - 露木譲
- 橋本泰江 - 西原泰江
- 結婚披露宴出席者 - 加納千嘉、上原一二三、新津邦夫、伊達満、緑川宏
- 結婚披露宴出席者・遊園地のメリーゴーランドの客 - 小柴隆
- 披露宴会場支配人 - 白井鋭
- 通行人 - 土田義雄
- ナイトクラブの客 - 今村弘
- 中国の映画女優 - 中庸子
- 写真のホステス - 林浩子、若葉めぐみ
- 洋裁店の客 - 北出桂子
- 出版記念会の会場のボーイ - 浜口竜哉、桂小かん
- 出版記念会出席者 - 野村隆、佐々木真二、新村猛、高山千草、須田喜久代、二木草之助、伊豆見雄

### 同時上映
『河内カルメン』
- 原作 - 今東光 / 脚本 - 三木克巳 / 監督 - 鈴木清順